# 艾拉·費茲潔拉
艾拉·珍·費茲潔拉（英語：Ella Jane Fitzgerald，1917年4月25日—1996年6月15日），雅號艾拉夫人（Lady Ella）、音樂第一夫人（First Lady of Song）、爵士樂女王（Queen of Jazz），美國女歌手，被公認為20世紀最重要的爵士樂歌手之一，與（Billie Holiday）和莎拉·沃恩（Sarah Vaughan）齊名。
憑藉著橫跨三個八度音階的歌喉，她以純潔的音色、近乎完美無缺的分節和音准著稱。當中，她的擬聲吟唱，更特顯出像喇叭聲一樣的即興表演的才華。她亦被普遍認為是《Great American Songbook》歌曲的最佳演绎者之一。
艾拉曾贏得13個葛萊美獎，並分別被前美國總統列根和乔治·H·W·布希頒贈国家艺术奖章和總統自由勳章。

## 早年生涯
艾拉·珍·費茲潔拉於1917年4月生於維吉尼亞州紐波特紐斯。
她的父母，威廉·費茲潔拉和塔比麗斯·（塔比）·費茲潔拉（Temperance (Tempie) Fitzgerald）在她出生後不久便分居。她跟隨母親搬到紐約州的扬克斯，與母親的男友約瑟夫·達席爾瓦（Joseph Da Silva）一起居住。
艾拉有一位同母異父的妹妹，名法蘭西斯·費茲潔拉（Frances Fitzgerald），生於1923年。
在1932年，艾拉的母親因車禍而傷重死亡。母親去世後，她與養父達席爾瓦繼續生活了一段日子，再由塔比的妹妹維吉尼亞（Virginia）收養了她。不久以後，達席爾瓦因心臟病發死亡，她的妹妹法蘭西斯也由維吉尼亞收養。
經過上述一連串的變故，艾拉的學業成績一落千丈，而且時常逃學。後來她更因犯事而被送入感化學校看管。艾拉最後逃離了感化院，並一度無家可歸。

## 歌唱生涯
1934年11月21日，年僅16歲的艾拉於紐約哈林區的阿波羅劇院初次登臺演唱。當時她被阿波羅劇院的每周抽獎抽中，獲得機會在該劇院的「業餘者之夜」（Amateur Nights）中表演。起初，她打算在舞台上表演跳舞，但卻遭到當地的一個舞蹈二人組「愛德華姊妹」（Edwards Sisters）的恐嚇，而改為選擇唱歌。在當晚，她模仿其偶像康妮·包斯威爾的風格，唱出了霍奇·卡迈克尔所作的《Judy》和包斯威爾姊妹的《The Object of My Affections》。
在1935年1月，艾拉在比賽中勝出，有機會與泰尼·布雷德紹合作，在哈林歌劇院作為期七日的表演。艾拉在那裡首次認識樂團領隊兼鼓手奇克·韋伯。韋伯當時雖然已經聘請男歌手查理·林頓（Charlie Linton）加入他的樂團，但他仍給艾拉機會，讓艾拉與他的樂隊在耶魯大學作一次表演。耶魯大學的要求一向很高，但艾拉仍在那裡獲得很大的成功，韋克因此聘請了她，加入他的樂團作巡迴演出，並得到12.50美元的週薪。
艾拉在1935年開始和韋克的樂團在哈林區的索威跳舞廳作定期表演，並錄製了不少歌曲，包括《(If You Can't Sing It), You'll Have to Swing It (Mr. Paganini)》和《Love and Kisses》（這是她第一首灌錄的作品）。但是她第一首贏得大眾喝采的歌曲，是在1938年錄製的童謠《A-Tisket, A-Tasket》。
奇克·韋克在1939年6月16日逝世，他的樂團繼而易名為「艾拉·費茲潔拉與她著名的樂團」（Ella Fitzgerald and her Famous Orchestra），並由艾拉出任樂團領隊。

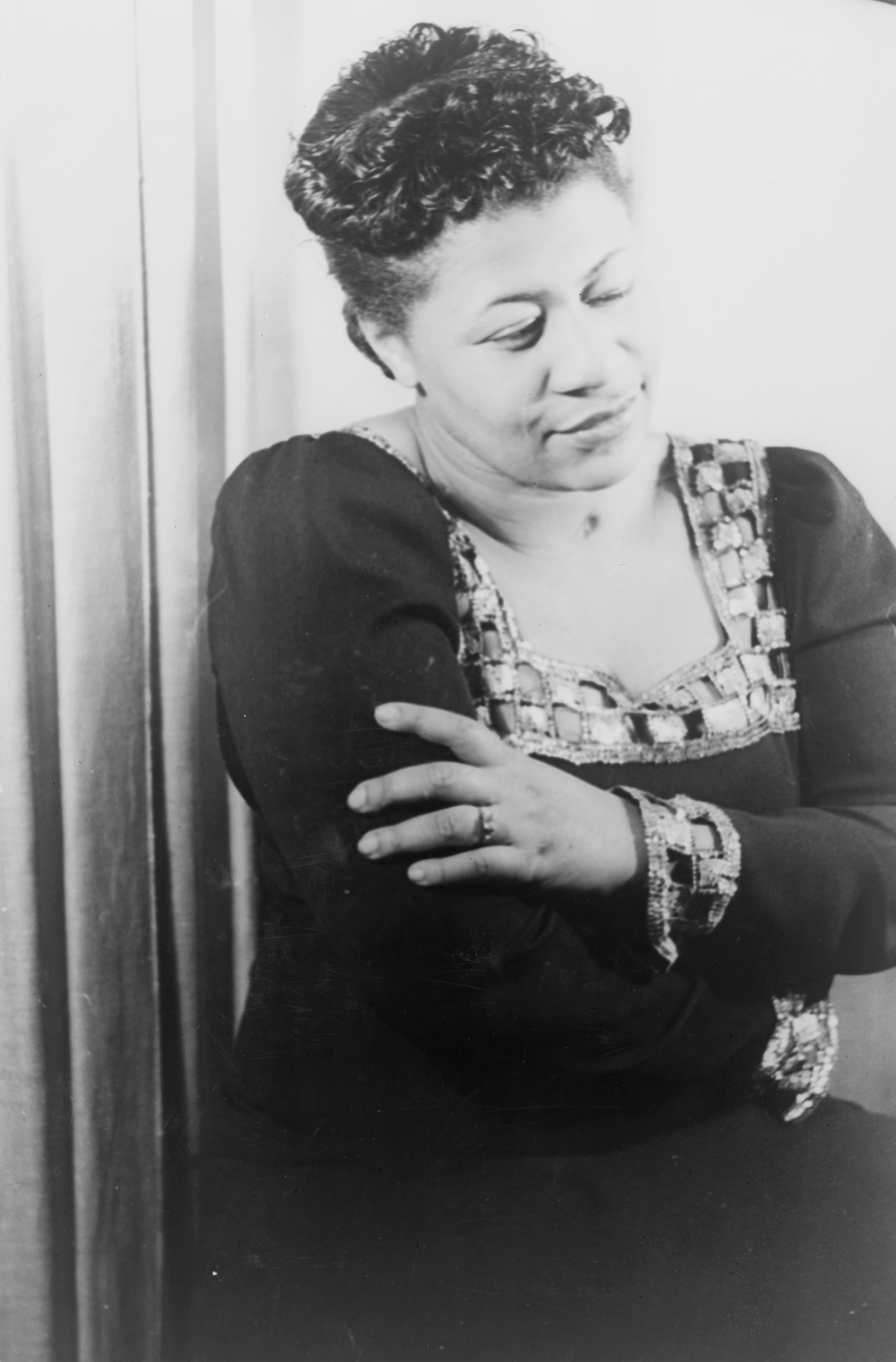
艾拉·費茲潔拉，卡尔·范·韦克滕攝於1940年

費茲潔拉擔任樂團領隊的時間並不長，到了1941年，她重新開展自己的個人獨唱事業。自1941年至1945年，迪卡唱片（Decca Records）的密爾·蓋博勒成為了她的經理人。然而，著名爵士樂經理人諾曼·葛蘭茲在後來卻認為，這個時期的費茲潔拉的才華未有被善用，因為她在那時唱的歌主要是新奇的歌曲，使她活像一個流行歌手，而非爵士樂歌手。
艾拉曾在格蘭茲的JATP音樂會演出過幾年，隨後在1955年，費茲潔拉離開了笛卡，而她的新經紀人，諾曼·葛蘭茲，更特地創立了神韻唱片（Verve Records）。
艾拉自1956年至1964年，在神韻一共錄製了八套「歌集」（Songbooks），完完全全地表現出她獨一無異而不規則的音程。這八套歌集除了受到廣泛而熱烈的讚揚外，在商業層面上也是一套非常成功的作品，帶來了十分可觀的收益。而值得注意的是，美國文化也明顯受到到歌集的影響，歌集中每位作曲家和歌詞作者的作品，均代表著美國文化中其中一部份最重要的經典，並普遍被稱為《Great American Songbook》。
下列是八套唱片的名稱，括號內是編曲者的名稱：
- 《Ella Fitzgerald Sings the Cole Porter Songbook》 （1956年） （巴迪·布雷格曼）
- 《Ella Fitzgerald Sings the Rodgers & Hart Songbook》 （1956年） （布雷格曼）
- 《Ella Fitzgerald Sings the Duke Ellington Songbook》 （1957年） （艾靈頓公爵和比利·史崔宏）
- 《Ella Fitzgerald Sings the Irving Berlin Songbook》 （1958年） （保羅·維斯頓）
- 《Ella Fitzgerald Sings the George and Ira Gershwin Songbook》 （1959年） （尼爾森·萊德爾）
- 《Ella Fitzgerald Sings the Harold Arlen Songbook》 （1961年） （比利·梅）
- 《Ella Fitzgerald Sings the Jerome Kern Songbook》 （1963年） （萊德爾）
- 《Ella Fitzgerald Sings the Johnny Mercer Songbook》 （1964年） （萊德爾）

費茲潔拉逝世的幾天後，《紐約時報》專欄作家法蘭克·里奇，對她的歌集評論到，費茲潔拉「異乎尋常地表現出一種文化交流，就如貓王一樣，同時期地融和了白人和非裔美國人的心靈，消除了種族歧視的隔閡。在這裡，一位黑人女歌手，把猶太移民創作的通俗音樂發揚光大，送到全國白人基督徒聽眾的耳邊。」費茲潔拉亦曾譴責法蘭克·辛納屈，指他阻止Capitol Records去重新發行同類的唱片。
艾拉·費茲潔拉另有灌錄兩套唱片，分別特意紀念柯爾·波特和蓋希文兄弟。這兩套唱片是《Ella Loves Cole》和《Nice Work If You Can Get It》先後在1972年和1983年發行。艾拉在後期在巴勃羅唱片也有為單一作曲家錄製唱片，名為《Ella Abraça Jobim》，該唱片特別挑選了安東尼奧·卡洛斯·裘賓所作的歌曲。
除了灌錄「歌集」和唱片，艾拉透過格蘭茲的籌劃，亦到美國及世界各地作巡迴表演，更進一步奠定她在爵士樂壇的領導地位。
神韻唱片曾發行數輯艾拉在現場表演中錄製的唱片，並得到樂壇的高度評價：《Ella at the Opera House》顯露出典型的JATP風格；《Ella in Rome: The Birthday Concert》則代表著1950年代爵士樂的經典；《Ella in Berlin: Mack the Knife》至今仍然是艾拉銷量最好的唱片。而1964年的《Ella at Juan-Les-Pins》和1966年的《Ella and Duke at the Cote D'Azur》，則讓聽眾有機會體驗艾拉和其他重要爵士樂手的美妙配搭。
神韻唱片在1963年以3,000,000美元售予米高梅影片公司（MGM），但在1967年，MGM未能成功與艾拉續約，結果在其後的五年，艾拉先後轉到數間不同的唱片公司，包括大西洋唱片、Capitol Records和Reprise Records。這個時期的艾拉，歌唱風格與以往出現了明顯的改變：《Brighten the Corner》是一套基督教詩歌唱片；《Misty Blue》則受到了美國西部和鄉村音樂的影響；至於《30 by Ella》更是一部很特別的唱片，因為唱片中的每首歌曲都由六首歌曲所拼湊而成。
艾拉在1972年現場錄製的唱片，《Jazz at Santa Monica Civic '72》，為她帶來了意想不到的成功。這更使格蘭茲繼神韻唱片以後，創立了巴勃羅唱片。艾拉為該唱片公司錄製了大約20張唱片，期間見證著她的音色開始今不如昔，但是她間中仍為聽眾帶來一鳴驚人的突破。

## 與爵士樂手的合作
費茲潔拉與小喇叭手路易斯·阿姆斯壯、吉他手喬·帕斯和樂團領隊貝西伯爵及艾靈頓公爵的合作，都是廣為人所知的。
- 費茲潔拉曾經與阿姆斯特朗在神韻唱片錄製了三套唱片，分別為1956年的《Ella and Louis》、1957年的《Ella and Louis Again》和一套收錄蓋希文兄弟（喬治·蓋希文）為音樂劇《Porgy and Bess》創作的歌曲的唱片。另在1950年代早期，費茲潔拉與阿姆斯特朗亦曾在迪卡唱片合作。
- 費茲潔拉有時被認為是一位典型的搖擺樂手，而她與貝西伯爵的合作也獲得高度的評價。費茲潔拉早在1957年與貝西合作，錄製《One o'Clock Jump》，但他們在1963年灌錄的唱片《Ella and Basie!》，才是真正的經典。在該唱片中，貝西的樂團完全改頭換面地以搖擺樂的風格示人，歌曲則由新人昆西·瓊斯重新編寫，結果，這套唱片使她跳出了以往「歌集」的風格，也使她得以休息，有機會暫停作巡迴演出。費茲潔拉與貝西後來亦在1972年的唱片《Jazz at Santa Monica Civic '72》、1979年的唱片《Digital III at Montreux》、《A Classy Pair》和《A Perfect Match》中碰頭。
- 費茲潔拉在晚年與喬·帕斯合作，一共錄製了四套唱片。在唱片中，費茲潔拉與結他聲造出了令人驚喜的美妙配搭。該四套唱片分別是《Take Love Easy》（1973年）、《Easy Living》（1986年）、《Speak Love》（1983年）和《Fitzgerald and Pass... Again》（1976年）。
- 費茲潔拉與艾靈頓公爵也錄製了四套唱片，其中有兩套是現場灌錄的。他們的《Ella Fitzgerald Sings the Duke Ellington Songbook》成為了《Great American Songbook》的一員；至於在1960年代，他們兩人分別於1966年在蔚藍海岸和瑞典合作，在現場灌錄了《Ella and Duke at the Cote D'Azur》和《The Stockholm Concert, 1966》兩套唱片。他們在1965年發行的《Ella at Duke's Place》，也是一套優秀的作品。

費茲潔拉在漫長的歌唱事業中，也一直與不同的爵士樂手合作，並成為了她的「伴奏者」。例如有小號手羅伊·艾卓理吉和迪西·吉勒斯比；結他手赫伯·艾利斯；鋼琴手湯米·佛萊納根、奥斯卡·彼得森、路·萊維、保羅·史密斯、吉米·羅爾斯和艾利斯·拉金斯等等。這些人都大部份均與費茲潔拉活躍於同一時期，而規模也不是很大。
費茲潔拉與歌手法蘭克·辛納屈的合作，相信是最為人所共知的。可惜的是兩人合作的時間並不長，只有在1958年和1959年在電視節目上合作。後來在1967年，他們也有在一個節目上表演安東尼奧·卡洛斯·裘賓的歌曲。在1974年6月，費茲潔拉、辛納屈和貝西伯爵在拉斯維加斯的凱撒皇宮舉行了一連串的演唱會。這演唱會除了促使辛納屈重新復出外，更為他們帶來可觀的收益。同年9月，他們三人再在百老匯舉行音樂會，並在兩個星期的時間內，一共賺得1,000,000美元。

## 參與電視與電影
費茲潔拉與佩姬·李曾以演員兼歌手的身份出現在傑克·韋伯的爵士樂電影。此外，她也有份參與演出巴德·阿伯特及路·卡斯提洛的電影，包括1942年的《Ride 'Em Cowboy》、1958年的《St. Louis Blues》和1960年的《Let No Man Write My Epitaph》。
費茲潔拉曾於1980年代的電視劇集《The White Shadow》中客串演出。
費茲潔拉曾經與不少著名歌手參與電視節目，例如法蘭克·辛納屈、納·京·高、迪安·马丁和梅爾·托美等等。
至於艾拉最有趣而特別的演出，要算在一個於1968年的特備節目中，她與瓊·蘇莎蘭女爵士和蒂娜·蕭爾，一起唱出了吉爾伯特與薩利文的喜輕歌劇《The Mikado》中，《Three Little Maids》一段的歌曲。

## 私人生活
不少人諷刺艾拉，指她雖然能夠唱出動人而浪漫的歌曲，但現實生活中，這些浪漫的歌詞似乎沒有在她的身上應驗。艾拉自1930年代至1990年代初，經常要到各地巡迴演出，使她難以維繫一段長的感情。
費茲潔拉曾經兩次結婚，但有消息指她曾三次結婚。在1941年，她與班尼·科尼格（Benny Kornegay）結婚，但科尼格是位毒販和騙子，結果這段婚姻很快宣告破裂。
費茲潔拉於1947年再次結婚，這次是低音提琴手雷·布朗，兩人於1946年隨迪西·格里士比的樂團巡迴演出時認識的。後來他們收養了法蘭西斯·費茲潔拉的兒子，並在施洗時取名為雷·小布朗（Ray Brown, Jr）。可惜在當時，費茲潔拉與布朗都承受來自工作的巨大壓力，最終成為兩人在1952年離婚的一大因素。
在1957年7月，路透社報導費茲潔拉秘密地在奧斯陸與一名年輕的挪威人，托爾·埃納爾·拉森（Thor Einar Larsen）結婚。報導更指她在奧斯陸購置了一幢物業。然而這則新聞很快便被遺忘，因為拉森後來在瑞典被指控，騙取曾與他訂婚的一位年輕婦人的金錢，而被判當苦役五年。
艾拉晚年備受糖尿病的困擾，除了雙目失明外，她的雙腿更因此在1993年被切除。1996年，艾拉於加利福尼亞州比華利山病逝，享年79歲，她隨後被安葬於加利福尼亞州英格爾伍德的英格爾伍德公園墓園。至於她的部份獎項、個人遺物和文件在身後捐贈到史密森尼博物館、波士頓大學的圖書館和國會圖書館。

## 其他歌手紀念艾拉的唱片
不少爵士樂女歌手，如迪·迪·布里姬沃特、佩蒂·奧斯丁和安娜·漢普頓·凱勒威，均曾有唱片紀念費茲潔拉。
費茲潔拉亦成為了歌曲《Ella, elle l'a》的主角，並於1987年由法國歌手法蘭絲·蓋兒所主唱。史提夫·汪达的其中一首代表作，1976年的《Sir Duke》亦有提及費茲潔拉。另外，法蘭克·辛納屈在1984年的唱片《L.A. Is My Lady》中，錄製了《Mack the Knife》一曲，並模仿艾拉在1960年的唱片《Ella in Berlin: Mack the Knife》的特色，在歌中自創歌詞，借意對曾唱過這首歌的歌手致意，其中，他油然地稱呼費茲潔拉為「艾拉夫人」。
安娜·漢普頓·凱勒威在1996年灌錄了唱片《To Ella with Love》，內有14首歌曲，而且全都是艾拉的經典名曲，另外，該唱片亦特寫了小號手溫頓·馬沙利斯。
至於布里姬沃特在1997年的唱片《Dear Ella》，焦點則落在曾與艾拉合作的爵士樂手，包括鋼琴手路·萊維、小號手班尼·包威爾（Benny Powell）和艾拉的第二任丈夫，低音提琴手雷·布朗。布里姬沃特的另一唱片，《Live at Yoshi's》，則錄製於1998年4月25日，即艾拉的81歲冥壽。
民謠歌手歐蒂塔（Odetta）在1998年的唱片《To Ella》，則是特別為紀念費茲潔拉而錄製，但唱片中的歌卻與艾拉沒有任何關係。費茲潔拉長期合作的鋼琴手湯米·佛萊納根則在1994年發行了唱片《Lady be Good...For Ella》，佛萊那根在唱片中顯出對艾拉富有熱情的思念。
佩蒂·奧斯汀在2002年的唱片《For Ella》，當中有11首歌均曾經由演繹過，至於唱片中的第12首歌，《Hearing Ella Sing》，更被提名葛莱美奖。
在2007年的《We All Love Ella, Celebrating the First Lady of Song》艾拉誕生90週年唱片中，有麥可·布雷、娜塔莉·高、夏卡·康、葛蕾蒂絲·奈特、戴安娜·克瑞儿、k.d. lang、皇后·拉蒂法、Ledisi、Dianne Reeves、琳達·朗絲黛和Lizz Wright。

## 獎掖、褒揚與榮譽
- 阿尔法·卡巴·阿尔法协会（英语：Alpha Kappa Alpha）榮譽會員（1960年）
- 美国作曲家、作家和发行商协会最高榮譽（1965年）
- 13次奪得葛莱美奖，包括一項終身成就獎（1967年）
- 平·克勞斯貝終身成就獎（1967年）
- 馬丁·路德·金基金會榮譽主席（1967年）
- 國家鐮狀紅細胞症協會卓越成就獎（1976年）
- 職業女性組織二百週年紀念的代表女性（1976年）
- 甘迺迪演藝中心榮譽獎章（1979年）
- 獲選入大樂團及爵士樂名人堂（1979年）
- 比華利山商務及居民協會的威爾·羅傑斯獎（1980年）
- 羅德與泰勒百貨公司對音樂作傑出貢獻的人士而設的玫瑰獎（1980年）
- 阿拉巴馬州塔拉迪加學院的博士學位（1980年）
- 獲哈佛大學選為玉米粥本年度最佳女藝人（1982年）
- 皮巴蒂獎，該獎只授予對美國音樂事業有傑出貢獻的人士（1983年）
- NEA爵士樂大師獎（1985年）
- 獲美國總統朗奴·列根頒贈国家艺术奖章（1987年）
- UCLA音樂成就獎獎章（1987年）
- NAACP影藝獎（1988年）
- 獲歌手協會的首個終身成就獎，該獎更以「艾拉」命名。（1989年）
- 法國的藝術及文學勳章（1990年）
- 獲美國總統乔治·赫伯特·沃克·布什頒贈總統自由勳章
- 國家唱片藝術及科學學院（英语：The Recording Academy）終身成就獎
- 仙笛神童獎
- 喬治及拉·格什溫傑出成就獎
- 分別獲得耶魯大學、达特茅斯学院、馬利蘭州東岸大學、霍華德大學和普林斯顿大学的榮譽博士學位
- 2013年4月25日Google设计了doodle纪念艾拉·費茲潔拉96周年诞辰。[2]

## 外部連結
- CNN在1996年的悼念報導 （页面存档备份，存于）
- Altervista的艾拉·費茲潔拉網站
- 國會圖書館有關艾拉·費茲潔拉的網上資料 （页面存档备份，存于）
- 歌迷製作的艾拉·費茲潔拉網站
- 艾拉·費茲潔拉在FBI的記錄 （页面存档备份，存于）
- 艾拉·費茲潔拉討論區 （页面存档备份，存于）
- 艾拉離去了
- 艾拉·費茲潔拉的墓碑 （页面存档备份，存于）
- 艾拉·費茲潔拉的官方網站
- Redsugar的艾拉網站 （页面存档备份，存于）
- 'Remembering Ella' by Phillip D. Atteberry （页面存档备份，存于）
- 艾拉·費茲潔拉的歌詞網頁 （页面存档备份，存于）